# Rudolph von Bünau (Kammerherr)
Rudolph von Bünau, ab 1742 Graf von Bünau, (* 27. Juli 1711; † 8. Februar 1772) war ein königlich-polnischer und kurfürstlich-sächsischer Kammerherr, des Oberhofgerichts zu Leipzig Assessor, Domherr zu Merseburg und Besitzer der Rittergüter Seußlitz, Radewitz und Lehnitzsch. Er ist der Stifter der gräflichen Linie derer von Bünau zu Seußlitz.

## Leben
Er stammte aus dem sächsischen Uradelsgeschlecht von Bünau und war neben Heinrich von Bünau einer der Söhne des kursächsischen Kanzlers Heinrich von Bünau (1665–1745), der am 24. März 1742 in den Reichsgrafenstand erhoben wurde. Zu seinen Lehrern zählte Johann Friedrich Christ. Nach dem Studium trat er in den kursächsischen Staatsdienst und wurde Assessor beim Oberhofgericht Leipzig, Titular-Kammerherr am Dresdner Hof und Domherr zu Merseburg.